# Johann Friedrich Winckler (Politiker)
Friedrich Johann Otto Gotthelf Winckler (* 28. November 1856 in Frankfurt (Oder); † 16. November 1943 in Salsitz) war ein preußischer Politiker (DNVP) und evangelischer Kirchenpolitiker.

## Leben
Winckler war 1886 bis 1899 Landrat des Kreises Zeitz und von 1894 bis 1918 Mitglied des Preußischen Abgeordnetenhauses. Von 1903 bis 1911 war er Mitglied des deutschen Reichstags und von 1921 bis 1932 für die Deutschnationale Volkspartei (DNVP) Abgeordneter im Preußischen Landtag, bis 1928 als deren Fraktionsvorsitzender. Nach dem Rücktritt von Oskar Hergt wurde er am 23. Oktober 1924 zunächst kommissarischer Reichsvorsitzender der DNVP, ehe am 3. Februar 1925 seine Wahl zum Parteivorsitzenden erfolgte. Das Amt des Parteivorsitzenden bekleidete er bis zum 24. März 1926, als er von Kuno von Westarp abgelöst wurde.
Als evangelisch Aktiver war er ab 1905 Mitglied und 1915 Präses der altpreußischen Generalsynode. Neben seiner von 1920 bis 1928 ausgeübten Funktion als Präses der sächsischen Provinzialsynode (für die altpreußische Kirchenprovinz Sachsen), war er von 1925 bis 1933 Präses der Generalsynode der Evangelischen Kirche der altpreußischen Union (APU). Die Verfassung der APU von 1922 trägt seine Handschrift. Gemäß dieser Verfassung war der Präses der Generalsynode zugleich Vorsitzender des Kirchensenats, des obersten Leitungsorgans der APU. Wincklers Funktion war daher vergleichbar mit derjenigen eines Kirchenpräsidenten oder Präses einer nicht bischöflich geführten evangelischen Landeskirche.
Winckler starb auf dem seiner Familie gehörenden Rittergut Salsitz in der preußischen Provinz Sachsen.